# Гурское сельское поселение
Гурское се́льское поселе́ние — муниципальное образование в Комсомольском районе Хабаровского края Российской Федерации.
Административный центр — посёлок Гурское.

## История
Образовано в 2004 году как Гурское городское поселение.
В 2012 году оно было преобразовано в сельское поселение.

## Население
| 2010 | 2011 | 2012 | 2013 | 2014 | 2015 | 2016 |
| ---- | ---- | ---- | ---- | ---- | ---- | ---- |
| 789  | →789 | ↘772 | ↘733 | ↘699 | ↘687 | ↘674 |
| 2017 | 2018 | 2019 | 2020 | 2021 |      |      |
| ↘669 | ↘654 | ↘643 | ↘634 | ↗655 |      |      |

## Населённые пункты
В состав поселения входят 2 населённых пункта:
| № | Населённый пункт | Тип     | Население |
| - | ---------------- | ------- | --------- |
| 1 | Гурское          | посёлок | ↘632      |
| 2 | 105 км           | разъезд | ↗23       |